# Edosa irruptella
Edosa irruptella är en fjärilsart som beskrevs av Walker 1864. Edosa irruptella ingår i släktet Edosa och familjen äkta malar. Inga underarter finns listade i Catalogue of Life.